# Insektycydy
Insektycydy, środki owadobójcze (łac. insecta, owady + caedo, zabijam) – substancje z grupy pestycydów używane do zwalczania szkodników w uprawach rolnych, lasach, w magazynach z żywnością, a także w mieszkaniach. Zależnie od składu chemicznego insektycydy zabijają owady lub jedynie ograniczają ich rozród, co również wpływa na ich liczebność.
Wprowadzenie insektycydów w rolnictwie jest przyczyną gwałtownego wzrostu produkcji rolnej w XX wieku, chociaż już od wieków rolnicy stosowali rozmaite naturalne substancje owadobójcze, między innymi tytoń.
Niektóre insektycydy zostały zabronione na całym świecie ze względu na ich szkodliwe oddziaływanie na środowisko, ludzi i zwierzęta – najbardziej znanym przykładem jest DDT, który m.in. powodował zmniejszenie grubości skorupek jaj u ptaków drapieżnych, co zmniejszało liczbę ptaków osiągających dojrzałość. Nadużywanie środków owadobójczych wpływa również ujemnie na zapylanie roślin.
Współcześnie kładzie się nacisk na selektywność insektycydów (działanie tylko na szkodliwe owady) i programuje ich autodestrukcję, czyli rozpad na nietoksyczne środki po okresie planowanego oddziaływania. Ponadto coraz częściej stosuje się insektycydy mające działanie biologiczne. Do takich należą między innymi preparaty w których substancją czynną są bakterie i przetrwalniki Bacillus thuringiensis, która zarówno sama jak jej toksyny mają silne działanie owadobójcze na owady z rzędu motyli. 

## Podział
- insektycydy fosforanoorganiczne: TEPP, diazinon, paration, paraokson, trichlorofon, malation
- insektycydy karbaminianowe: karbaryl, primor, izolan, aldikarb
- insektycydy polichlorowe: DDT, aldryna, dieldryna, lindan
- insektycydy neonikotynowe: imidaklopryd, tiametoksam, klotianidyna
- insektycydy pyretroidowe: pyretryna, jasmolina, cyneryna, aletryna, rozmetryna
- inne: tlenek wapnia, kwas borowy, trioksan, nikotyna, cyklon B, cyklon A